# Флуд, Генри
Генри Флуд (англ. Henry Flood; род. 1732, Дублин, Королевство Ирландия — ум. 2 декабря 1791, Фармли, Килкенни, Королевство Ирландия), также встречается написание Генри Флад — ирландский политический деятель времён английского господства, первый лидер Ирландской патриотической партии.

## Биография
Родился в аристократической семье. В 1759—1790 годах был членом ирландской палаты общин и одновременно, с 1783 года входил в английскую палату общин. Был одним из лидеров либеральной оппозиции английским колониальным властям. В 1775—1781 годы занимал крупные посты в английской администрации в Ирландии.
В условиях роста национально-освободительного движения ирландцев Флуд вместе с другими деятелями ирландской оппозиции выступил в начале 80-х годов XVIII века с требованием проведения ряда реформ, включая введение парламентской автономии Ирландии, проведённое в 1782—1783 годах. Флуд также являлся автором проекта парламентской реформы 1783 года. Она предусматривала расширение избирательных прав для населения с одновременной ликвидацией «гнилых местечек». Впрочем, эти льготы не распространялись на католиков.